# 凱希奇夫卡

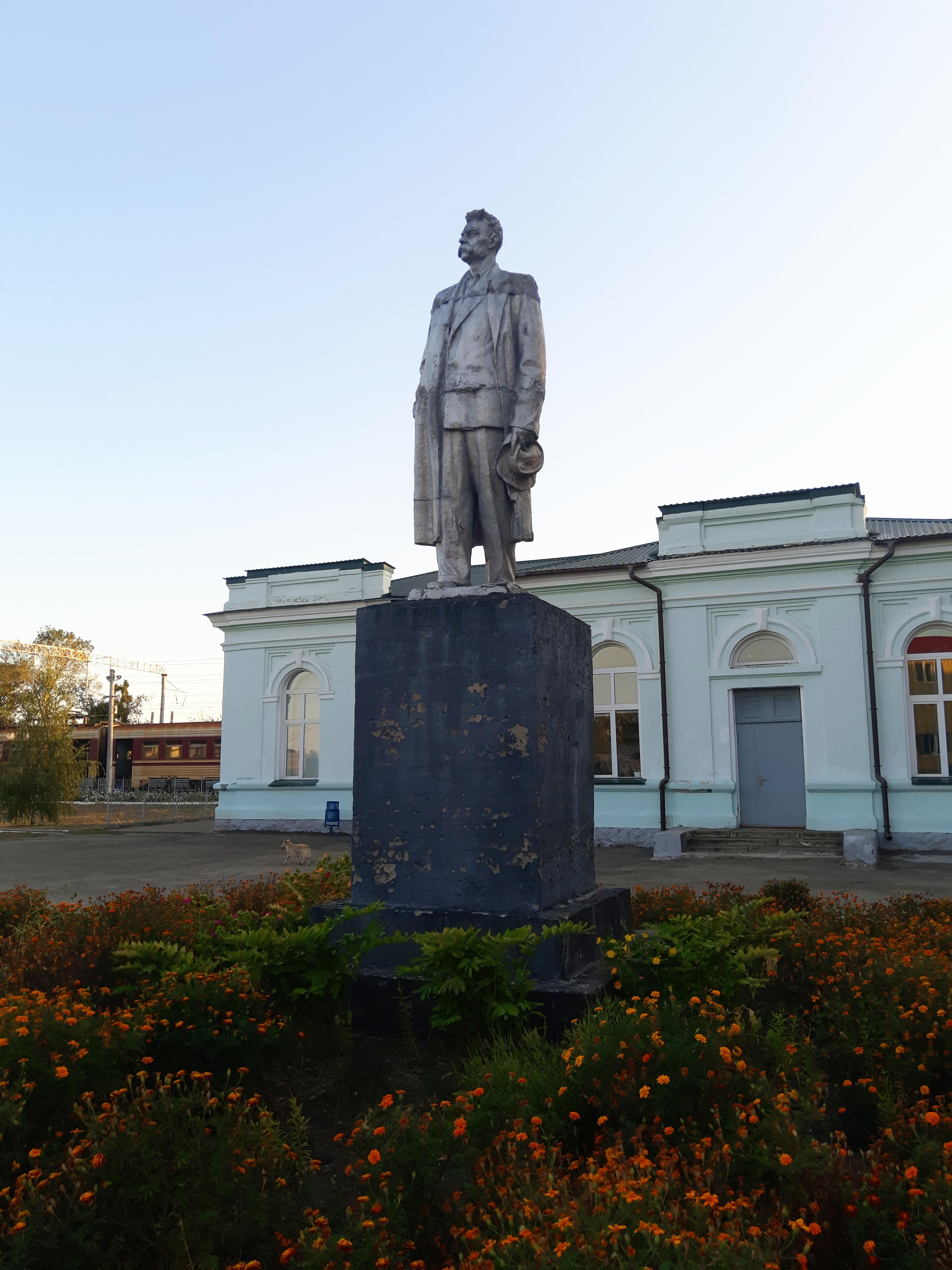
马克西姆·高尔基雕像，2022年拆除

凱希奇夫卡（烏克蘭語：Кегичівка），或按俄语译为克吉乔夫卡（俄语：Кегичёвка），是烏克蘭東部哈爾科夫州别列斯京区凱希奇夫卡市鎮内的市級鎮及其行政中心。始建於1898年，面積8.15平方公里，2001年人口6,539，人口密度每平方公里802.33人。